# Trachinus araneus
Espèce
La vive araignée (Trachinus araneus) est une espèce de poissons marins de la famille des Trachinidae.